# Esrange

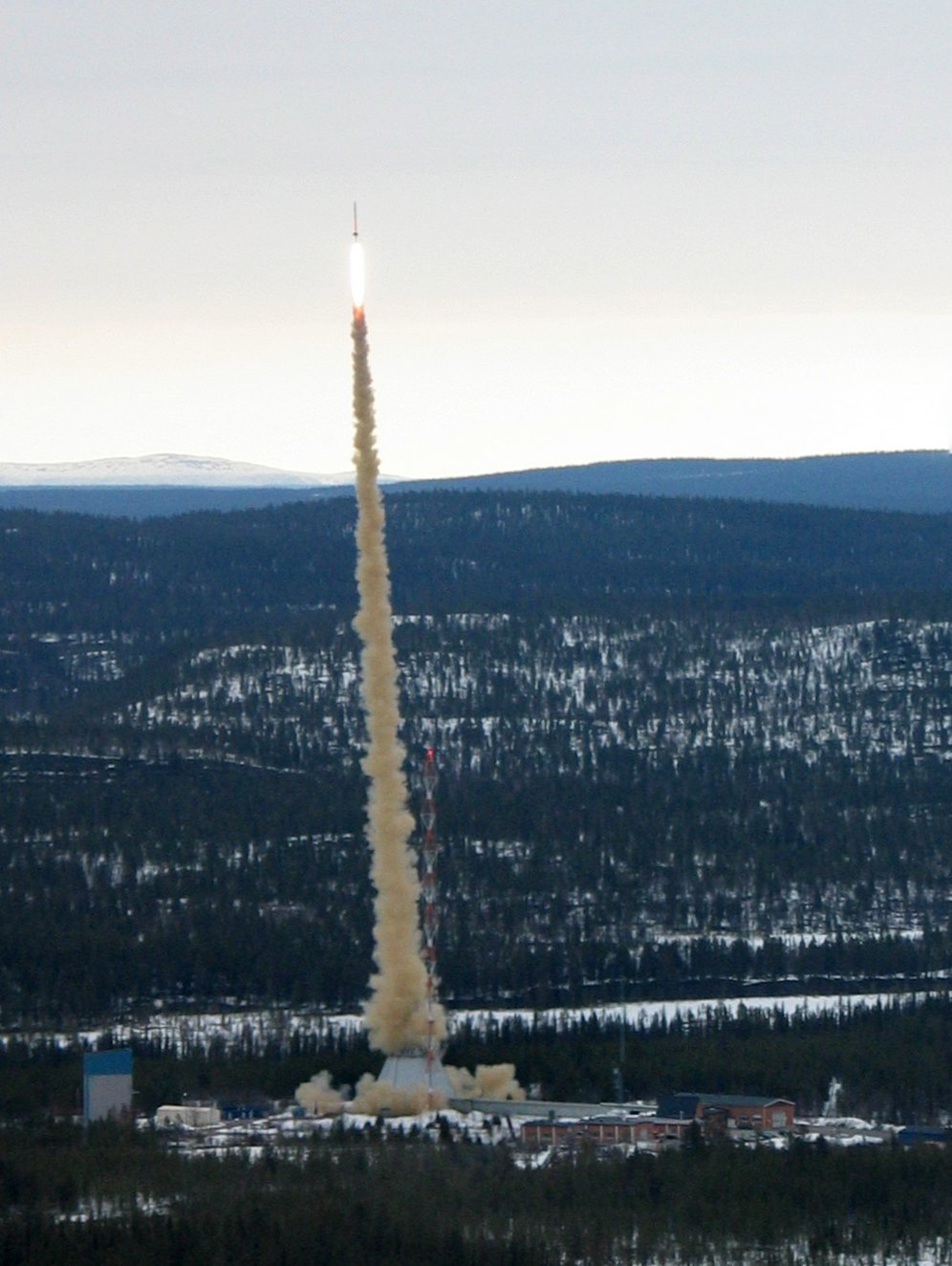
Lançamento do foguete Skylark de Esrange em 2 de Maio de 2005

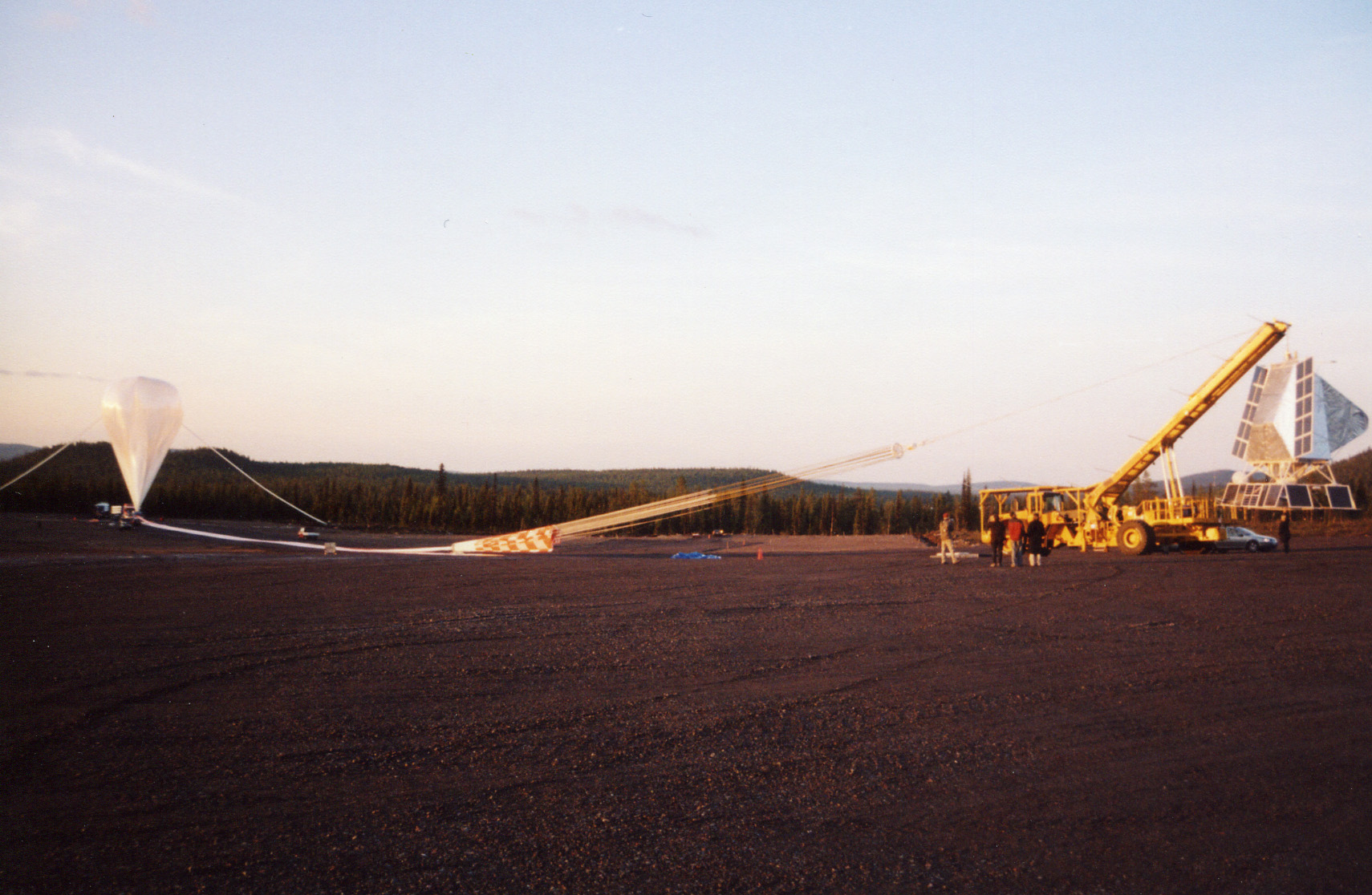
A carga útil BLAST e o balão de grande altitude logo antes do lançamento

Esrange ou Centro Espacial de Esrange (abreviação de European Spaceresearch RANGE;  PRONÚNCIA) é um centro de pesquisa e lançamento de foguetes, localizado a 40 km a leste da cidade de Kiruna, no norte da Suécia. 
É uma base para pesquisas científicas usando balões de grande altitude, investigação da aurora boreal, lançamento de foguetes de sondagem e monitoração de satélites entre outras atividades. 
Anualmente são lançados cerca de 10-20 foguetes de sondagem desta base, atingindo altitudes entre os 100 e os 900 km.

O Centro de lançamento de Esrange foi construído em 1966 pela Organização Europeia de Pesquisa Espacial (ESRO) , que depois passou a ser a Agência Espacial Europeia ESA quando se uniu à Organização Europeia de Desenvolvimento de Lançadores ELDO. Em 1972, a posse foi transferida para a recém criada Swedish Space Corporation SSC .
A estação espacial dispõe de 4 áreas de lançamentos e 20 antenas de telecomunicações. Localizada 200 km ao norte do Círculo Polar Ártico e bem isolada, ocupa uma área de 20 km², sua localização geográfica, e a grande visibilidade aérea, são ideais para várias atividades. 
O hotel local Aurora tem sido usado por turistas que desejem passar um tempo no único centro de lançamento que admite turistas, desde Dezembro de 2007,.
Richard Branson da Virgin Galactic chegou a avaliar a opção de usar este local para os lançamentos do seu empreendimento de turismo espacial.

## História
Em 1964 o ESRANGE foi criado pelo ESRO como  um centro de lançamento de foguetes de sondagem, localizado em Kiruna, Suécia. Esta localização foi escolhida porque havia uma corrente científica concordando que seria importante conduzir um programa de foguetes de sondagem a partir das regiões polares, e por essa razão era essencial que o ESRO dispusesse de um Centro de lançamentos em latitudes mais ao Norte. O acesso à Kiruna era bom, tanto por ar, como por estradas e ferrovias, e o Centro de lançamentos poderia ficar relativamente próximo da cidade, visto ser uma área pouco habitada. Além disso, já existia em Kiruna um observatório Geofísico. Em 1972 a posse e as operações do campo foram transferidas para a Swedish Space Corporation SSC.

## Nome
O nome original era ESRANGE, que era a abreviação para ESRO Sounding Rocket Launching Range.
Quando a Swedish Space Corporation SSC tomou posse do campo, Esrange (com apenas o primeiro 'E' maiúsculo) se tornou um nome único.
Atualmente o campo é conhecido apenas como: Centro Espacial Esrange.

## Atividades com foguetes
Já havia atividades com foguetes na Suécia antes da criação deste Centro, a maioria em Kronogård (18 lançamentos no período 1961-1964). No entanto, as atividades com foguetes na Suécia, só ganharam força depois que o ESRO criou o Centro de Esrange em 1964.
Durante o período de 1966-1972, o ESRO lançou mais de 150 foguetes a partir de Esrange. A maioria deles foi: Centaure, Nike Apache, e Skua atingindo 100–220 km de altitude. Eles deram suporte a vários experimentos científicos Europeus, mas a ênfase era em pesquisas sobre a atmosfera e a ionosfera.

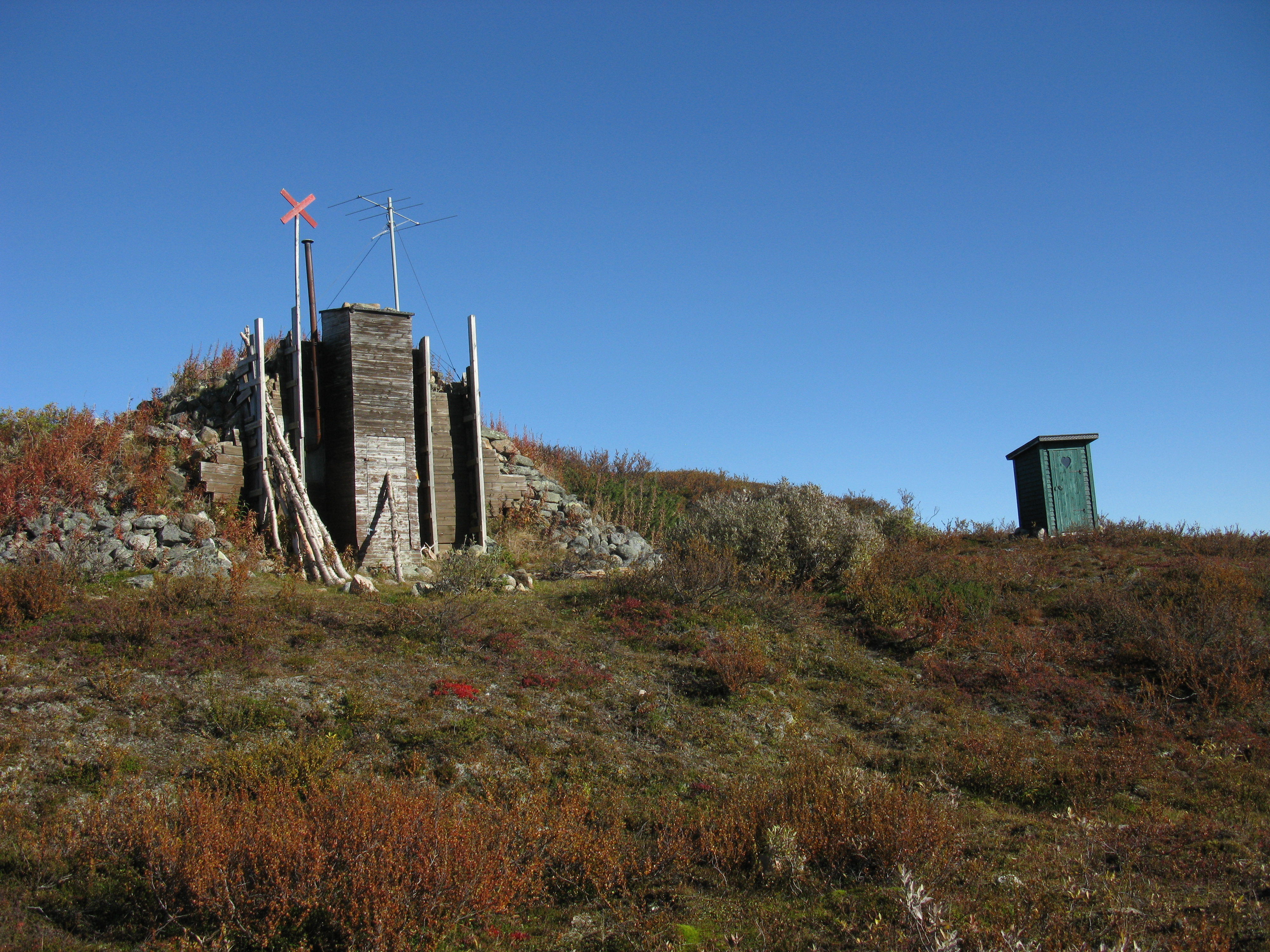
Uma vasta área desabitada ao Norte do campo é usada como área de "pouso" dos foguetes. Espalhados por esta área, existem pequenos abrigos como este exibido na foto. Quando uma campanha de lançamento é planejada, pessoas são convidadas a visitar esses abrigos e monitorar o rádio. Este abrigo está localizado em Vassejávri, cerca de 10 km a Oeste de Järämä.

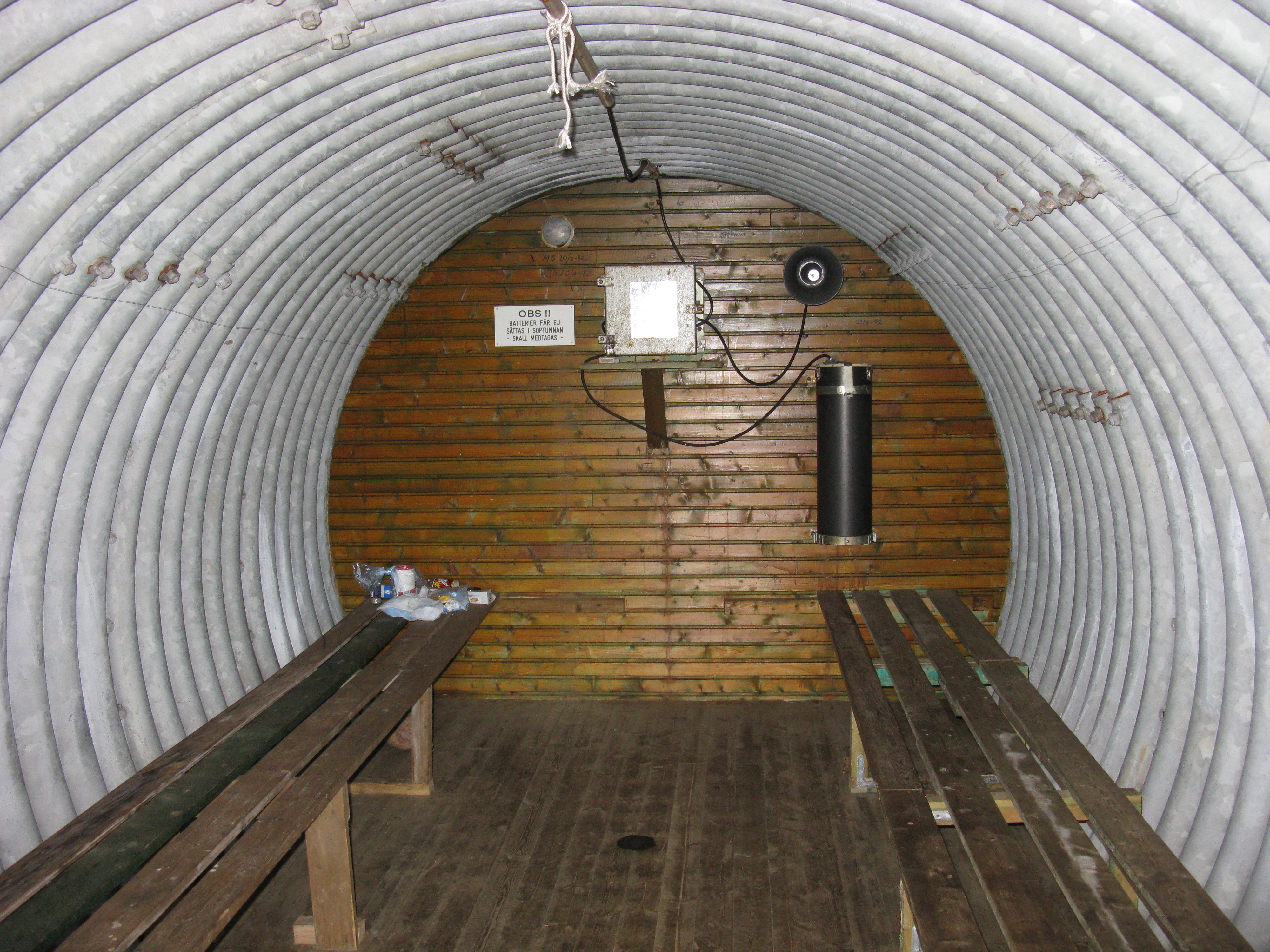
Interior de um desses abrigos

Em 1972 o controle de Esrange foi transferido para a Swedish Space Corporation SSC. Gradativamente, os foguetes pequenos foram complementados por outros maiores atingindo altitudes mais altas, atingindo o status de microgravidade por alguns minutos quando os foguetes estão além da atmosfera Terrestre. São três os principais projetos em curso hoje em dia: Texus, Maser, e Maxus no campo de Esrange. Além disso, dá suporte as pesquisas em microgravidade para a ESA e o DLR:
| Projeto    | Motor do foguete               | Apogeu     | Massa da carga útil | Tempo em microgravidade | Período   | Lançamentos | Clientes    |
| ---------- | ------------------------------ | ---------- | ------------------- | ----------------------- | --------- | ----------- | ----------- |
| Texus      | Skylark 7, VSB-30              | 250–300 km | 330–400 kg          | 6 minutos               | 1977-     | 48          | DLR and ESA |
| Maser      | Black Brant, Skylark 7, VSB-30 | 250–300 km | 330–400 kg          | 6 minutos               | 1987-     | 11          | ESA         |
| Maxus      | Castor 4B                      | 700–720 km | 800 kg              | 12–13 minutos           | 1991-     | 7           | ESA e DLR   |
| Mini-Texus | Nike Orion                     | 120–150 km | 160–200 kg          | 3–4 minutos             | 1993–1998 | 6           | DLR e ESA   |

Mais de 400 foguetes foram lançados a partir de Esrange desde 1966. Para informações específicas por cada foguete, veja Lista de lançamentos de Esrange.
O Centro Esrange possui quatro Plataformas de Lançamento:
- Lançador Aries
- Lançador Centaure
- Lançador MRL (para foguetes Black Brant)
- Lançador Skylark (atualmente usado para os foguetes VSB-30.